# Classe Bayern
La classe Bayern era costituita da quattro navi da battaglia, delle quali solo due completate, costruite per la Kaiserliche Marine a ridosso della prima guerra mondiale.

Schema di protezione della classe.

La classe si componeva della SMS Bayern, della SMS Baden, della SMS Sachsen e della SMS Württemberg. Le ultime due non vennero completate per le mutate necessità della guerra che trasferirono la priorità nelle costruzioni agli U-Boot e conseguentemente le due unità furono le ultime corazzate entrate in servizio nella Kaiserliche Marine
La Baden non partecipò ad azioni della flotta tedesca, ed entrambe entrarono in servizio dopo la battaglia dello Jutland; la Bayern partecipò alla operazione Albion contro la flotta russa del Baltico nell'ottobre del 1917 e danneggiata seriamente per l'impatto con una mina navale venne riparata a Kiel ed ha rimpiazzato la SMS Friedrich der Große nel ruolo di nave ammiraglia della Hochseeflotte.
Le due unità rimasero in servizio fino alla fine della guerra quando furono internate con il resto della flotta tedesca a Scapa Flow nel novembre 1918. Le due navi della classe si autoaffondarono il 21 giugno 1919 all'ordine del contrammiraglio Ludwig von Reuter insieme al resto della flotta tedesca.
La SMS Bayern venne sabotata con successo e i britannici riuscirono a recuperare la SMS Baden prima che affondasse del tutto, utilizzandola poi come nave bersaglio. Le corazzate SMS Sachsen e SMS Württemberg la cui costruzione era stata sospesa alla fine della guerra vennero demolite. Lo scafo della SMS Bayern venne recuperato nel 1934 e demolito l'anno successivo.

## Unità
| Nave            | Cantiere           | Impostazione  | Varo             | Entrata in servizio                                          | Destino finale                                               |
| --------------- | ------------------ | ------------- | ---------------- | ------------------------------------------------------------ | ------------------------------------------------------------ |
| SMS Bayern      | Howaldtswerke-Kiel | agosto 1913   | 18 febbraio 1915 | 15 luglio 1916                                               | autoaffondata a Scapa Flow il 21 giugno 1919                 |
| SMS Baden       | Schichau-Danzica   | dicembre 1913 | 30 Ottobre 1915  | 14 marzo 1917                                                | affondata come bersaglio nell'agosto 1921                    |
| SMS Sachsen     | Germaniawerft-Kiel | aprile 1914   | 21 novembre 1916 | ordine cancellato prima del completamento, demolita nel 1921 | ordine cancellato prima del completamento, demolita nel 1921 |
| SMS Württemberg | AG Vulcan-Amburgo  | gennaio 1915  | 20 giugno 1917   | ordine cancellato prima del completamento, demolita nel 1921 | ordine cancellato prima del completamento, demolita nel 1921 |